# Kickboxer 4
Kickboxer 4 (ang. Kickboxer 4: The Aggressor) – wydany z przeznaczeniem użytku domowego (direct-to-video) film fabularny produkcji amerykańskiej z 1994 roku, sequel Kickboksera Marka DiSalle'a i Davida Wortha z roku 1989. Główną rolę kickboksera Davida Sloana powtórzył (po raz ostatni) znany z występów w poprzednich filmach z serii Sasha Mitchell.
Film minął się z dystrybucją w Polsce, był za to emitowany przez stacje telewizyjne (TVN, TVN Siedem).

## Zarys fabuły
Niesłusznie osadzony w więzieniu David Sloan, bohater poprzednich filmów z serii, jest zmuszony wyjechać do Meksyku, by uratować swoją żonę z rąk szajki terrorystycznej, dowodzonej przez bezwzględnego Tong Po.

## Opinie
Film zebrał przeciętne opinie ze strony krytyki.